# زلزال سلماس 1930
زلزال سلماس 1930 هو زلزالٌ وقعَ في سلماس في إيران بتاريخ 6 مايو 1930.